# Битва при Буна-Гона
Битва при Буна-Гона — битва, яка була частиною Новогвінейської операції Тихоокеанської кампанії Другої світової війни. Ця битва була продовженням кампанії на Кокодському шляху і тривала з 16 листопада 1942 року до 22 січня 1943 року. Операція була проведена австралійськими підрозділами та силами військ Сполучених Штатів проти японських плацдармів в Буні та Гоні. З цих плацдармів японці починали наступ на Порт-Морсбі. У зв'язку з подіями в кампанії на Соломонових островах, японським військам, що наблизились до Порт-Морсбі, було наказано відійти та закріпитись на північному узбережжі. Завданням Союзників було постійно атакувати японські війська, щоб не дати їм можливості створити повноцінну лінію оборони. Проте японські війська були добре організовані та підготовлені до захисту своїх позицій. Вони створили добре укріплену мережу оборонних споруд.

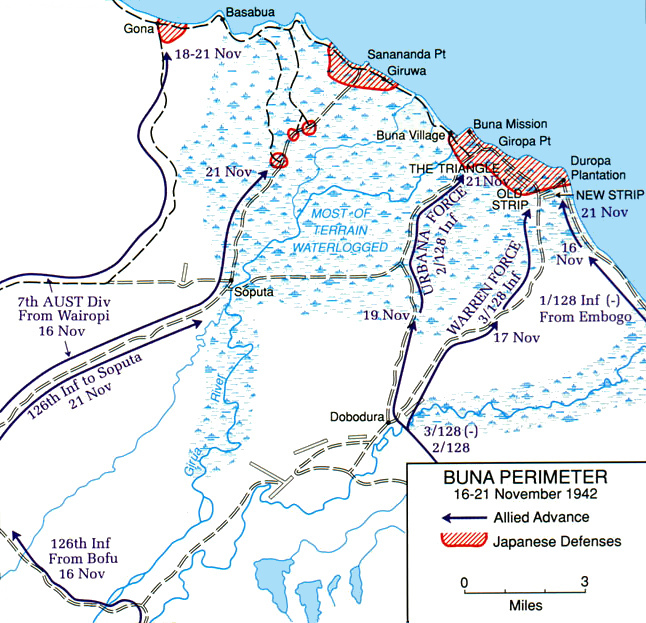
Карта, яка показує основні позиції японців в районі Буна-Гона.

Операції в Новій Гвінеї були сильно ускладнені типом місцевості, густою рослинністю, тропічним кліматом, хворобами та відсутністю інфраструктури. Під час кампанії на Кокодському шляху ці фактори приблизно однаково впливали на обидві воюючі сторони, але в цьому випадку страждали більше війська Союзників. На початкових стадіях союзники зіткнулися з гострою нестачею продовольства та боєприпасів. Ця проблема не була повністю вирішена до завершення кампанії. У зв'язку з цими факторами, бойова ефективність американських сил, зокрема, 32-ї дивізії США, була піддана різкій критиці.
Союзні ВПС завдавали постійних ударів по японських лініях постачання з Рабаула. Зрештою ці атаки послабити опір японців на суходолі. Багато японців були евакуйовані морем. Ті, хто залишився, чинили запеклий опір, майже, до останнього солдата. Рішучість і завзятість японців були безпрецедентними та раніше солдатами Союзників не зустрічалися. Також Союзники отримали цінну практику ведення бойових дій у джунглях.